# Sućeska
Sućeska är ett samhälle i Bosnien och Hercegovina.   Det ligger i entiteten Republika Srpska, i den östra delen av landet, 70 km öster om huvudstaden Sarajevo. Sućeska ligger 746 meter över havet och antalet invånare är 164.
Terrängen runt Sućeska är huvudsakligen kuperad, men åt sydväst är den bergig. Närmaste större samhälle är Srebrenica, 6,3 km öster om Sućeska. 
Omgivningarna runt Sućeska är en mosaik av jordbruksmark och naturlig växtlighet. Runt Sućeska är det ganska tätbefolkat, med 67 invånare per kvadratkilometer.